# L’Encéphale
L’Encéphale (с фр. — «головной мозг») — медицинский научный журнал на французском языке, выпускаемый с 1906 года. Начиная с 2008 года, издаётся Elsevier Masson.
L’Encéphale публикует оригинальные работы по психиатрии, а также материалы некоторых франкоязычных конференций в этой области.
Пьер Деникер был главным редактором с 1975 года до своей смерти в 1998 году.
Журнал организует ежегодный конгресс в Париже, сопредседателями которого являются профессора Жан-Пьер Олиэ и Анри Лоо.
Импакт-фактор журнала на 2017 год — 0.599.